# Phyllanthus longistylus
Phyllanthus longistylus är en emblikaväxtart som beskrevs av Eugene Jablonszky. Phyllanthus longistylus ingår i släktet Phyllanthus och familjen emblikaväxter. Inga underarter finns listade i Catalogue of Life.